# 梅本堯夫
梅本 堯夫（うめもと たかお、1921年10月10日 - 2002年9月13日）は、日本の教育心理学者、京都大学名誉教授。

## 経歴
旧制第三高等学校文科乙類を経て、1948年に京都帝国大学文学部哲学科を卒業。1966年、「音楽心理学の体系的研究」で京都大学より教育学博士の学位を取得。京都大学助教授、教授、1985年、定年退官、名誉教授、甲南女子大学教授。
1996年、勲三等旭日中綬章を受章。2002年9月13日、心筋梗塞のため死去。

## 著書
- 『音楽心理学』誠信書房 1966
- 『連想基準表 大学生1000人の自由連想による』東京大学出版会 1969
- 『認知とパフォーマンス』東京大学出版会 1987.3（認知科学選書）
- 『子どもと音楽』東京大学出版会 1999.3（シリーズ人間の発達）

## 共編著
- 『講座心理学 7 記憶』東京大学出版会 1969
- 『教育心理学』倉石精一、苧阪良二共編著 新曜社 1971
- 『教育学講座 第3巻 発達と環境』麻生誠共編著 学習研究社 1979.8
- 『教職心理学講座 1 教育心理学』第一法規出版 1981.6
- 『教育心理学の展開』新曜社 1984.4
- 『心理学への招待 こころの科学を知る』大山正共編著 サイエンス社 1992.12（新心理学ライブラリ）
- 『心理学史への招待 現代心理学の背景』大山正共編著 サイエンス社 1994.1（新心理学ライブラリ）
- 『教育心理学を学ぶ人のために』岩田純一共編 世界思想社 1995.5
- 『音楽心理学の研究』ナカニシヤ出版 1996.1
- 『心理学 心のはたらきを知る』大山正、岡本浩一共著 サイエンス社 1999.12（コンパクト新心理学ライブラリ）

## 翻訳
- 『学習の理論』E.R.ヒルガード,G.H.バウアー（監訳）培風館 1972-73
- 『行動科学の方法 行動科学における推論と研究の基礎』ドログロート 岩脇三良と監訳 ミネルヴァ書房 1976
- 『図説現代の心理学 3 学習・記憶・思考』講談社 1977.1

## 論文
- 「遡及禁止と領域」『心理』第4号 1948
- 「日本語無意味音節の連想価」『心理学研究』 第21巻 2号 1951
- 「刺激語と反応語の重みについて」『心理学研究』第21巻 3・4 号 1951
- 「言語学習に於ける類似性の問題」『哲学雑誌』第38巻 1956
- 「学習適性」『現代教育心理学大系 7. 学習の診断と治療』中山書店 1957
- 「日米両国児童の数的状況に対する反応と態度」『京都大学教育学部紀要』第5号 1959
- 「再生と再認の効果について」『京都大学教育学部紀要』第7号 1961
- "Paired-associate learning as a function of similarity", Journal of Experimental Psychology, Vol. 62, No. 1, 1961
- 「言語学習及び言語行動の分析に於ける連想法の位置」『京都大学教育学部紀要』第9号 1963
- 「保持と忘却-学習の形式と材料」八木冕編『心理学 I』培風館 1966
- 「言語学習の諸領域」天野利武編『心理学への招待』六月社 1966
- 「学習研究の方法-記銘学習」梅岡義貴ほか編『学習心理学』誠信書房 1966
- 「機械的言語学習」波多野完治ほか編『学習心理学ハンドブック』金子書房 1968
- 「創造的思考」『児童心理学講座 5. 知能と創造性』金子書房 1969
- 「言語学習および記憶」苧阪良二ほか編『心理学研究法 4. 実験 III』東京大学出版会 1973
- 「音楽的行動の構造」『心理学評論』第16巻 2号 1973
- 「記憶」飯島篤信ほか編『児童学ハンドブック』朝倉書店 1973
- 「短期記憶研究の背景」『心理学評論』第19巻 1号 1976
- 「音楽心理学の最近の動向」『日本音響学会』第34巻 1978
- 「人格の構造とその実験による変容」浜治世編『現代基礎心理学 8. 動機・情緒・人格』東京大学出版会 1981
- 「教典の記憶における順序判断の諸機制」『京都大学教育学部紀要』第19号 1983
- 「認知心理学の系譜」大山正ほか編『認知心理学講座 1. 認知と心理学』東京大学出版会 1984
- 「邦楽の伝統的教育法」『アプサラス（長廣敏雄先生喜寿記念論文集）』音楽の友社 1985
- 「音楽における表現と認知の問題」『創造の世界』58 1986
- 「児童における物語の記憶と理解に及ぼす音楽の効果」『発達研究』第3巻 1987
- "Psychological structure of music ", Music Perception, Vol. 8, No, 2, 1990
- 「京都大学文学部哲学科心理学教室沿革史」苧阪直行編『実験心理学の誕生と展開』京都大学出版会 2000